# Konyouh
Konyouh ou Konjuh (en macédonien Коњух) est un village du nord-est de la Macédoine du Nord, situé dans la commune de Kratovo. Le village comptait 150 habitants en 2002. Il se trouve à proximité du site archéologique de Cocev Kamen.

## Démographie
Lors du recensement de 2002, le village comptait :
- Macédoniens : 150